# Хатчинсон, Уильям
Уильям Хатчинсон (1772 — 26 июля 1846) — британский заключённый, который был доставлен в австралийские колонии, а затем стал успешным государственным служащим и бизнесменом.

## Биография
Хатчинсон работал мясником в Англии. В июне 1796 года он был осуждён Олд Бейли за кражу товаров на 40 фунтов стерлингов, и его приговорили к смертной казни. Позже приговор заменили семилетней каторгой. После того, как Хатчинсон провёл три года в Лондоне на борту плавучей тюрьмы «Ньюгейт», его доставили в Австралию на «Хиллсборо». Последний иногда называли «Кораблем лихорадки», потому что девяносто пять из трёхсот заключённых на борту умерли от брюшного тифа. Достигнув Сиднея в 1799 году, Хатчинсона снова признали виновным в краже из государственных складов в Сиднее и доставили в каторжное поселение на остров Норфолк.
Вскоре Хатчинсон получил работу в администрации поселения, став надзирателем за государственным скотом. В июне 1801 года он женился на Мэри Купер (также известной как Мэри Чепмен), заключённой, перевезённой из Суррея и прибывшей на остров Норфолк в 1798 году. У них было восемь детей, шестеро из которых родились на острове Норфолк. В июне 1803 года Хатчинсон был назначен исполняющим обязанности начальника осуждённых на острове, а в 1805 году официально освобождён. К 1809 году назначен суперинтендантом. Он приобрёл значительные земельные владения на острове и неплохо торговал, продавая свинину правительству.
После 1803 года возникла тенденция к расформированию поселения на острове Норфолк, в основном со стороны тогдашнего государственного секретаря по вопросам войны и колоний лорда Хобарта; военное присутствие там было окончательно прекращено в 1813 году, и Хатчинсон вместе со строителем лодок Томасом Рэнсомом стал одним из последних поселенцев, покинувших остров в феврале 1814 года.
Большинство норфолкских поселенцев переселили в недавно основанный город Хобарт в колонии Тасмания. Однако Хатчинсон был рекомендован губернатору Нового Южного Уэльса Лаклану Маккуори бывшим вице-губернатором острова Норфолк Жозефом Фово и поэтому вернулся в Сидней, где Маккуори назначил его суперинтендантом осуждённых и общественных работ. Хатчинсон приобрёл большое влияние на этом посту, однако после отчётов Джона Бигджа о каторге в австралийских колониях Хатчинсона в 1823 году сменил на посту суперинтенданта Фредерик Хели. Хатчинсона должны были назначить главным причальным в Сиднее в 1817 году, хотя это назначение никогда не было официально признано британскими властями.
Восьмой ребёнок Хатчинсона от его первой жены Мэри родился в 1817 году. Считается, что Мэри вернулась в Англию в марте 1819 года, и после этого о ней не было никаких сведений. 21 июня 1825 года Хатчинсон женился на Джейн Робертс, которая также была бывшей осуждённой (была приговорена к семи годам заключения, прибыла в 1803 году) и являлась вдовой другого бывшего осуждённого, ставшего бизнесменом. Хотя брак продлился недолго, двое сыновей Джейн от первого брака женились на двух дочерях Хатчинсона от первого брака. Хатчинсон стал крупным бизнесменом в Сиднее, установив деловые партнёрские отношения с Эдвардом Игаром, Уильямом Редферном и Сэмюэлем Терри; среди прочих, у него также имелись обширные земельные владения в Сиднее, его пригородах и близлежащих городах, а также в Мельбурне. Он стал успешным скотоводом. Участвовал в основании 1816 года Банка Нового Южного Уэльса и входил в совет директоров банка с января 1829 года. В 1835 году был избран в совет директоров как Marine Insurance Co, так и Australian Wheat and Flour Co, и участвовал в создании Австралийской патриотической ассоциации, а в 1840 году являлся одним из первых директоров Ассоциации взаимного страхования от пожаров.
После своей смерти Хатчинсон оставил товары на сумму 20 000 фунтов стерлингов; вместе с земельными владениями его имущество оценивалось в 220 000 фунтов стерлингов, или около 1,77 миллиарда австралийских долларов в ценах 2004 года. По этой оценке в 2004 году Уильям Рубинштейн поместил Хатчинсона на 147-е место в своём списке двухсот самых богатых австралийцев всех времён.